# Église Saint-Didier de Saint-Didier
L'église Saint-Didier est située à Saint-Didier, en Vaucluse.

## Description
L'édifice est inscrit aux monuments historiques depuis 1973.

## Galerie d'images

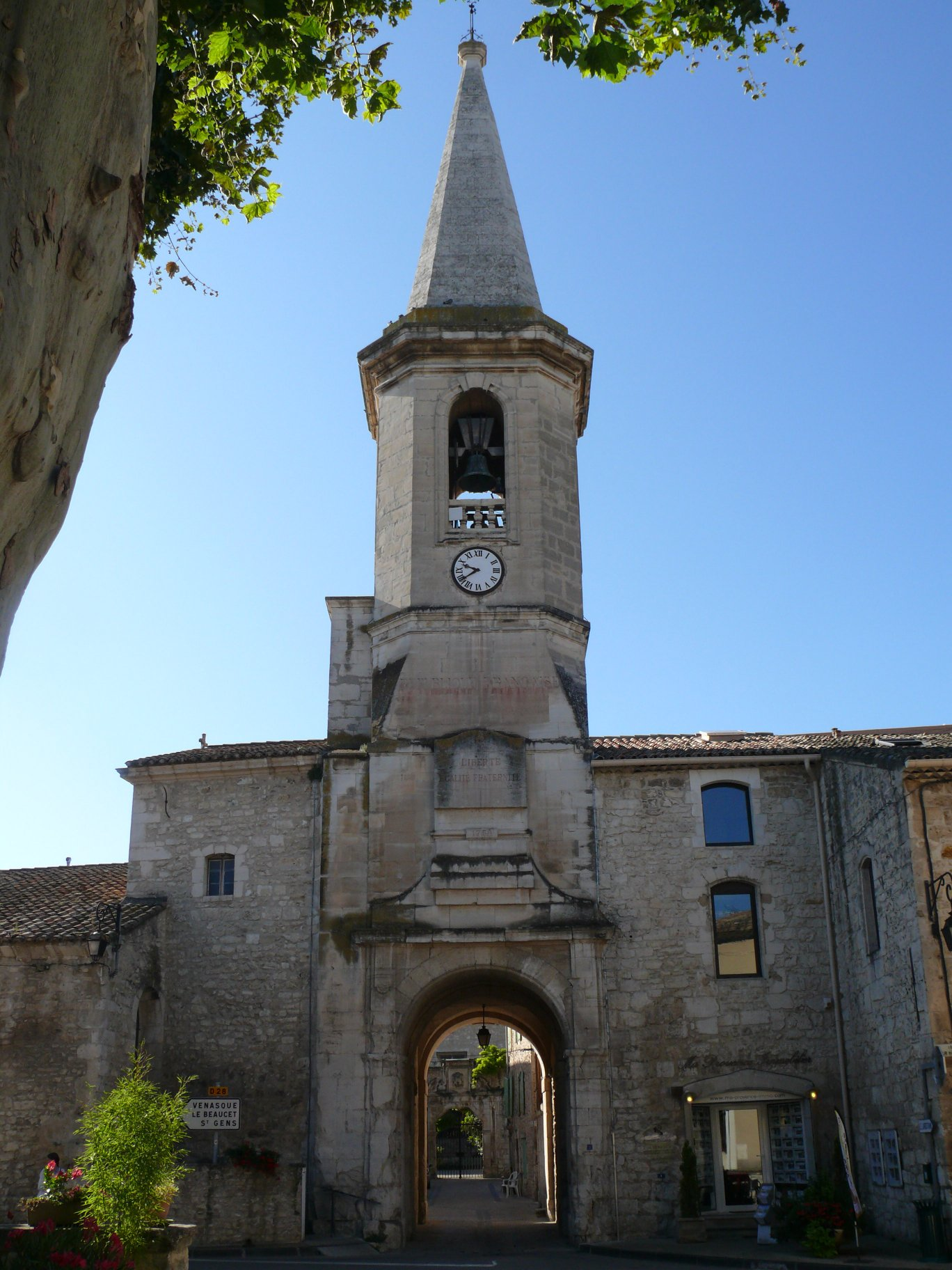
La façade
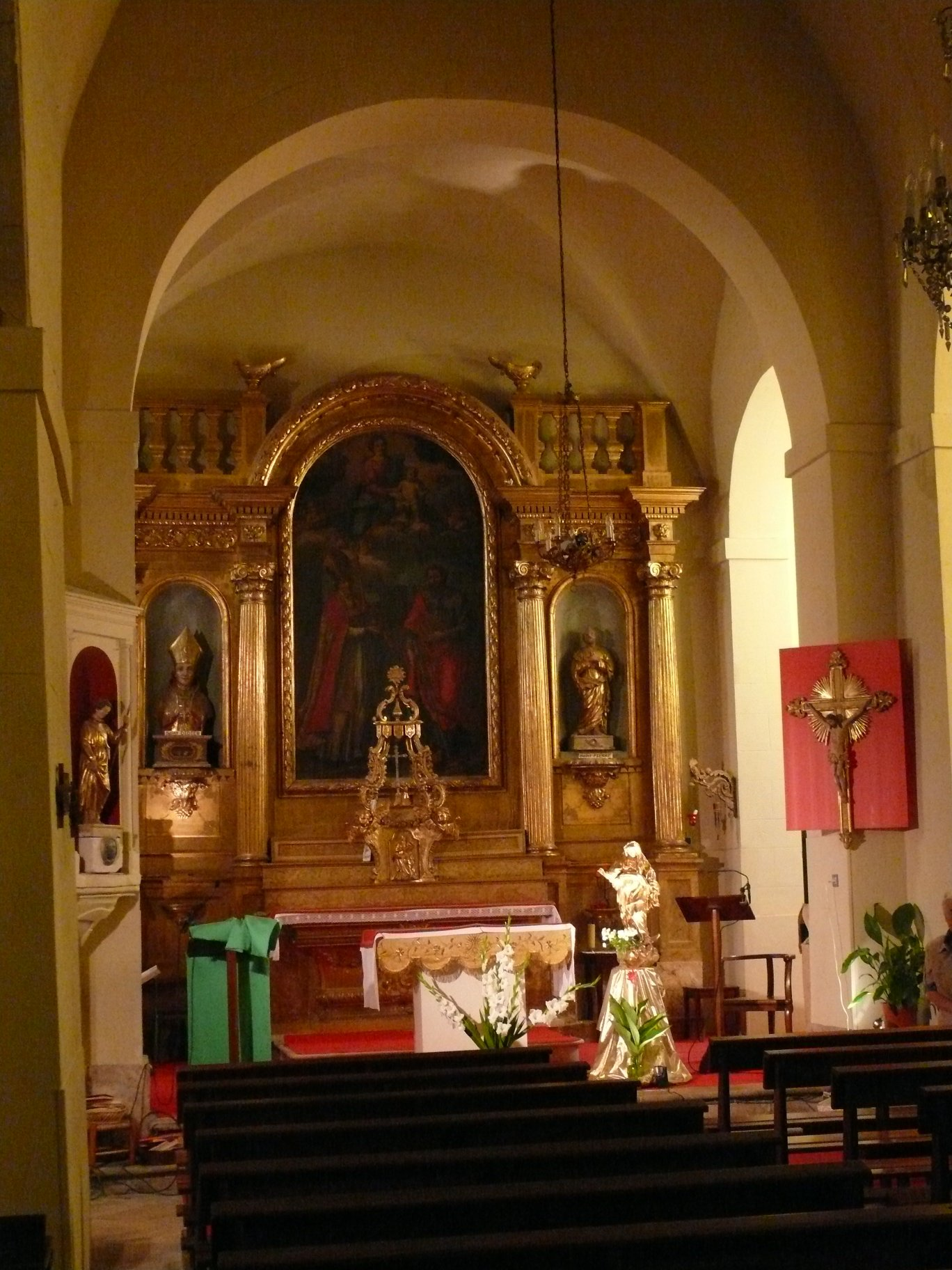
La nef
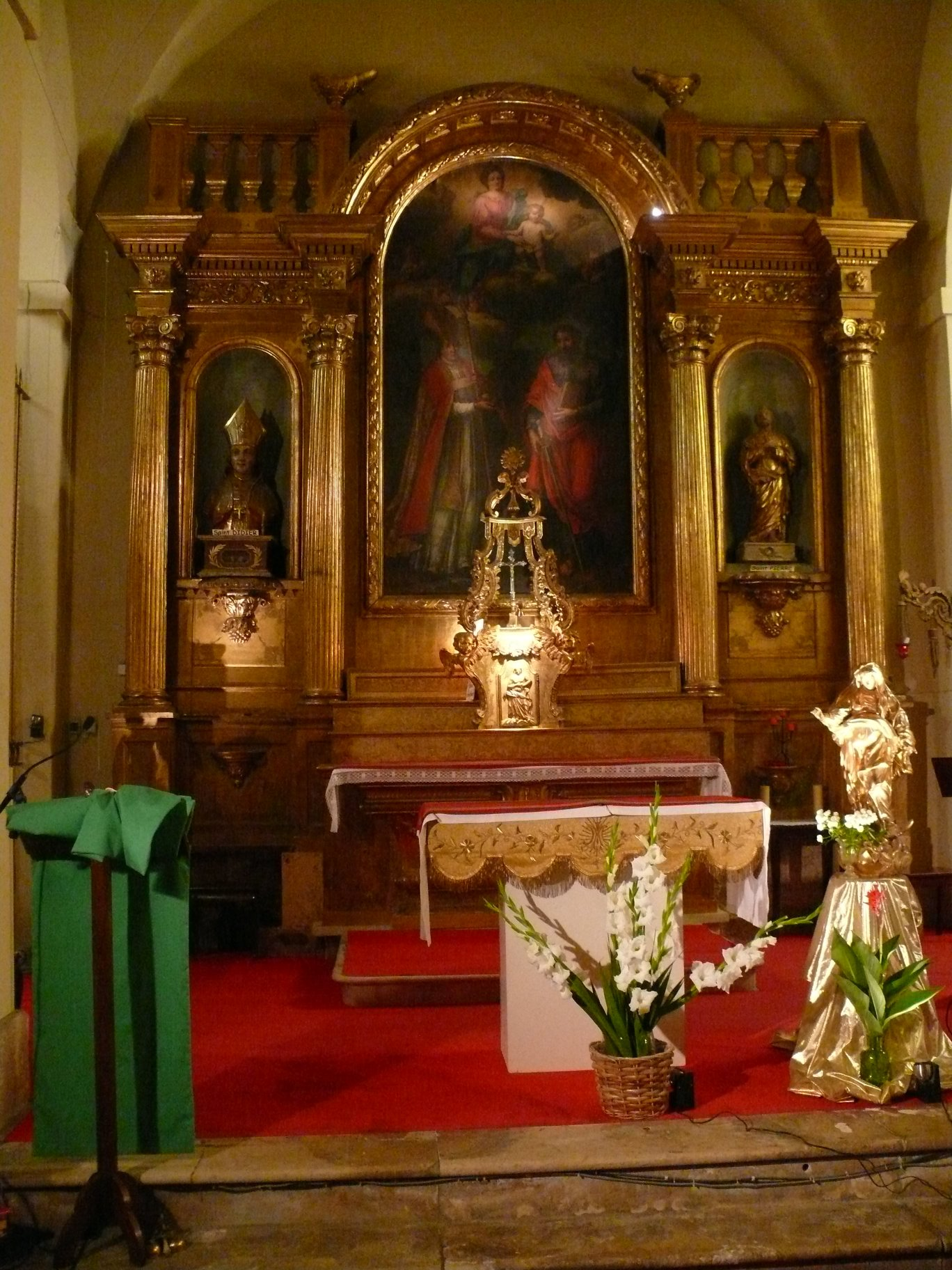
Le chœur
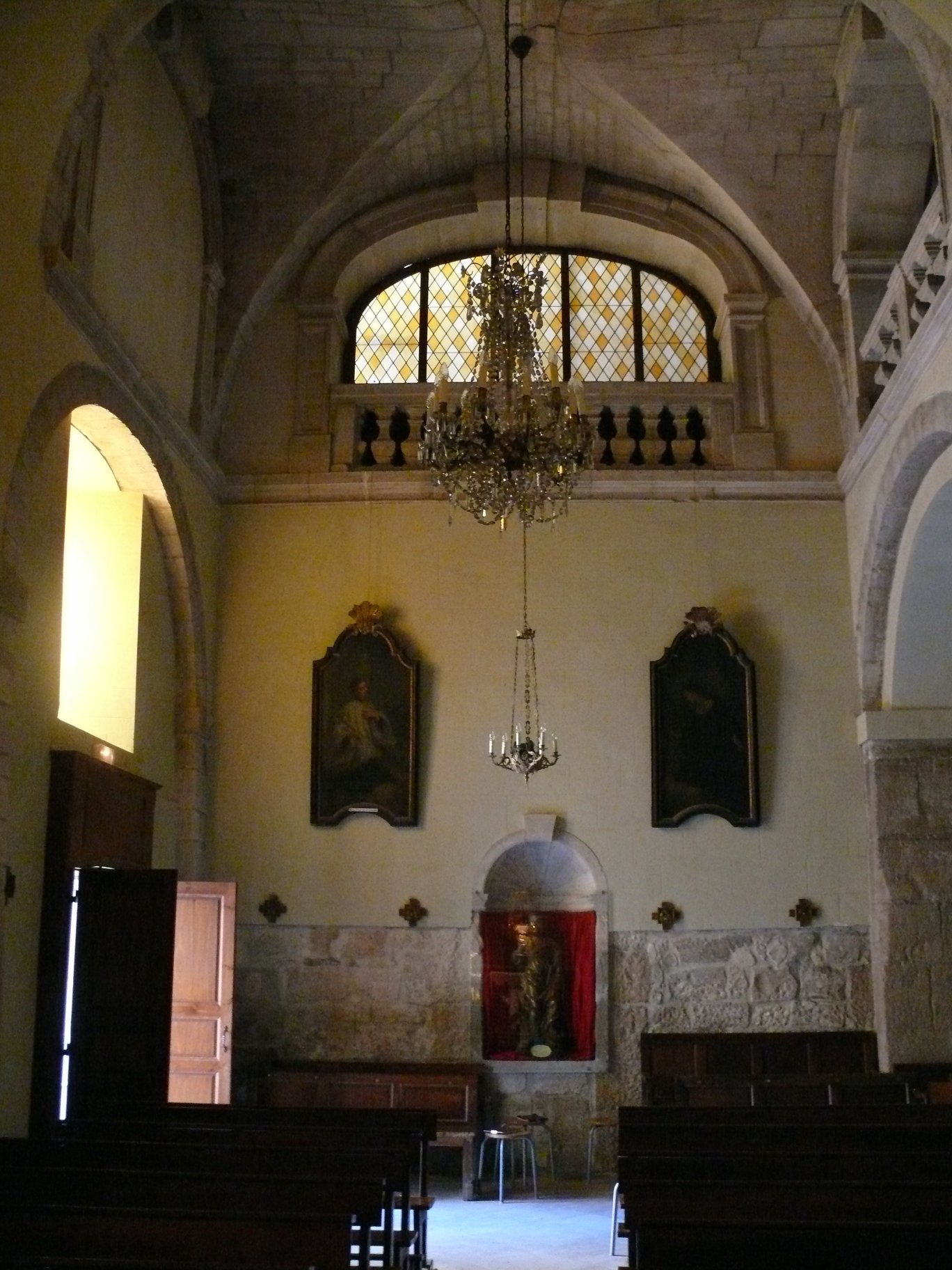
La nef